# توماس كارول (لاعب كريكت)
توماس كارول (بالإنجليزية: Thomas Carroll)‏ (26 فبراير 1884 في أستراليا - 3 يونيو 1957) هو لاعب كريكت أسترالي. لعب مع فريق تسمانيا للكريكت.

## وصلات خارجية
- توماس كارول (لاعب كريكت) على موقع إي آس بي آن كريك إنفو (الإنجليزية)